# Allotoca regalis
El chorumo del Balsas (Allotoca regalis), es un pez dulceacuícola endémico de la cuenca del río Balsas, en el estado de Michoacán. Esta especie pertenece a la familia Goodeidae, la cual está conformada por especies vivíparas, en su mayoría endémicas de México.

## Clasificación y descripción
Es un pez de la familia Goodeidae del orden Cyprinodontiformes. Es un pez pequeño de cuerpo grácil y poco comprimido. Su coloración no es muy brillante: el dorso y la mitad de los costados son color gris oscuro, que se va aclarando hacia abajo hasta el vientre blanco. No presenta manchas ni barras y sus aletas son de color oscuro. Este pez alcanza una talla máxima de 76.5 mm de longitud patrón. Es un pez vivíparo.

## Distribución
La especie es endémica de una localidad cercana a Los Reyes, Michoacán, en la cuenca del Río Balsas. Se ha mencionado que también se conocía en Tocumbo, donde es probable que ya haya desaparecido, así como en Aquiles Serdán, Michoacán.

## Ambiente
Las zonas cercanas a Los Reyes y Aquiles Serdán son pequeñas zanjas y ríos de agua turbia y lechosa, con vegetación escasa y zonas con agrupaciones densas de algas verdes. Esta especie prefiere estar en zonas tranquilas y someras de profundidad menor a 0.5 m.

## Estado de conservación
Se desconoce el estado de conservación de sus poblaciones. En muestreos recientes (previos a 2006) se habían encontrado 4 poblaciones pequeñas con números decrecientes. Este pez endémico se encuentra enlistado en la Norma Oficial Mexicana 059 (NOM-059-SEMARNAT-2010) como especie en Peligro de Extinción (P); aún no ha sido evaluado por la Unión Internacional para la Conservación de la Naturaleza (UICN), por lo que no se encuentra en la Lista Roja.